# Christine Chubbuck
Christine Chubbuck, parfois orthographié à tort Hubbock (24 août 1944 – 15 juillet 1974), est une journaliste et animatrice de télévision américaine ayant travaillé pour les chaînes de Floride WTOG (en) et WXLT-TV (en). Elle est surtout connue pour s'être suicidée en direct à la télévision.

## Jeunesse et formation
Chubbuck naît à Hudson (Ohio). Elle est la fille de Margaretha D. "Peg" (1921-1994) et George Fairbanks Chubbuck (1918-2015). Elle a deux frères : Greg et Tim. Elle fréquente l'école pour fille Laurel (en) de Shaker Heights, Cleveland. Chubbuck fréquente par la suite pendant un an l'université d'État de l'Ohio de Columbus, puis le Endicott College (en) de Beverly (Massachusetts). Elle obtient par la suite un diplôme en télédiffusion de l'université de Boston en 1965.

## Carrière
Chubbuck travaille pour la chaîne WVIZ (en) à Cleveland en 1966–1967, puis participe à un atelier estival en radio/télévision à l'université de New York en 1967. En 1968, elle travaille quelques mois pour une station de télévision publique à Pittsburgh, puis à Canton (Ohio). Elle déménage par la suite à Sarasota, où elle travaillera quelques années,.

## Suicide
Vers neuf heures trente du matin, le 15 juillet 1974, Christine Chubbuck, plus enthousiaste et joyeuse qu'à l'accoutumée, annonce à son équipe qu'elle doit ouvrir son émission, Suncoast Digest, d'une manière inhabituelle en lisant des nouvelles.
Au cours des huit premières minutes de l'émission, elle présente trois sujets d'actualité nationale, puis débute un reportage local sur une fusillade dans un restaurant.
La bobine du reportage se bloque. À ce moment, Christine Chubbuck déclare face à la caméra « Pour rester fidèle... aux pratiques de WXLT qui consistent à vous informer le plus immédiatement et complètement des toutes dernières nouvelles locales avec du sang et des tripes, TV 40 présente ce que l'on pense être une première télévisée. En couleur, couverture exclusive d'une tentative de suicide. (In keeping with the... WXLT practice of presenting the most immediate and complete reports of local blood and guts news, TV 40 presents what is believed to be a television first. In living color, exclusive coverage of an attempted suicide) ». Elle sort un revolver de son sac à main et se tire une balle dans la tête, derrière l'oreille droite et son corps bascule immédiatement et violemment vers l'avant sur le plateau du bureau derrière lequel elle est assise. Le directeur technique fait rapidement un fondu au noir. Dans l'instant, plusieurs employés pensent que c'est un gag de mauvais goût avant de très vite réaliser la gravité de la situation.
La station enchaîne sur un message d'intérêt général (en) puis diffuse un film. Des téléspectateurs appellent la police, d'autres la station de télévision.
Chubbuck est transportée au Sarasota Memorial Hospital, où elle est déclarée morte quatorze heures plus tard.

## Dans la culture populaire
Le suicide de Christine Chubbuck aurait inspiré le script Network : Main basse sur la télévision de Paddy Chayefsky. On y présente l'animateur Howard Beale (en), qui affirme qu'il commettra un suicide en direct, avant de changer d'idée pour se lancer dans une diatribe qui revitalisera sa carrière et son réseau. Cependant, d'après le livre Mad as Hell: The Making of Network and the Fateful Vision of the Angriest Man in Movies de David Itzkoff (en), Chayefsky aurait commencé l'écriture de ce passage de Network des mois avant les événements.
En 2016, deux films centrés sur Chubbuck se jouent au Festival du film de Sundance 2016. Le premier, Christine, est réalisé par Antonio Campos et met en vedette Rebecca Hall et Michael C. Hall. Le second, un documentaire intitulé Kate Plays Christine, suit l'actrice Kate Lyn Sheil alors qu'elle se prépare pour jouer le rôle de Chubbuck.
La vidéo du suicide de Christine Chubbuck a été enregistrée sur bande magnétique lors de sa diffusion, mais la bande vidéo est strictement conservée à l'écart du public. Néanmoins, en 2021, un youtubeur nommé Ataliste a mis en ligne la partie audio du moment où elle se suicide. L'authenticité de cette bande audio peut être prouvée, car la voix qu'on entend sur la bande audio est identique à la voix de Christine Chubbuck dans les extraits d'archives qui sont montrés dans le film Kate Plays Christine. Les informations que Christine Chubbuck communique sur la bande audio correspondent bien à l'article écrit dans le journal Sarasota Herald-Tribune .